# ستيفن هولمز
ستيفن هولمز هو أمين متحف كندي، ولد في 1965.